# Parmenomorpha irregularis
Parmenomorpha irregularis är en skalbaggsart som beskrevs av Blackburn 1889. Parmenomorpha irregularis ingår i släktet Parmenomorpha och familjen långhorningar. Inga underarter finns listade i Catalogue of Life.